# شريان بظري ظهراني
شريان بظري ظهراني هو فرع من شريان فرجي غائر.